# 伊三百六十一型潜水艦
伊三百六十一型潜水艦（いさんびゃくろくじゅういちがたせんすいかん）は、大日本帝国海軍の潜水艦の艦級。潜輸大型（せんゆおおがた）、丁型(ていがた)、潜丁型(せんていがた)とも呼ばれる。

## 概要
太平洋戦争後期に輸送任務のために12隻建造され、1944年（昭和19年）に全艦が竣工した。本来の輸送任務に利用された他、末期には一部の艦が改装を受け回天攻撃にも利用された。8隻が太平洋戦争で戦没、残りは1隻が終戦後に触雷沈没し、3隻が米軍によって処分された。本級は警戒が厳重な離島への輸送任務が目的であるため、敵艦のレーダーに探知されないよう艦橋下部が逆台形になっており、浮上航行時レーダー波を海面にそらすようになっていた。

## 設計

### 背景
輸送専門の潜水艦計画は1941年（昭和16年）初頭、第一次世界大戦時にドイツで計画された潜水商船「ドイッチュラント」を参考とした構想が提案されていたが、作戦部は興味を示さず自然消滅する形となった。しかし、ミッドウェー海戦の敗北後、軍令部では以後の対米作戦において大規模な侵攻作戦を行うことが困難と予測され、代わりとして海軍陸戦隊による敵地への隠密強襲上陸作戦を行うことが考えられた。これらの作戦等に用いることが出来るよう、軍令部から輸送潜水艦の要望が出された。この結果、改⑤計画で本型が計画されることとなった。

### 艦形
本型は潜水商船「ドイッチュラント」を参考に、艦前後方の輸送スペースを設けてそこに兵員と物資を搭載することとした。計画当初は陸戦隊110名と物資10トンを艦内に搭載し、艦の後部甲板上に上陸用舟艇である特型運貨船2隻を搭載する予定だった。他にも建造期間を短縮するために、主機や電動機は既製品を用いることとされていた。
その後設計と建造計画は急速に進み、1943年（昭和18年）2月には1番艦が起工された。しかしこの頃、ガダルカナルの戦いにおける潜水艦を用いた輸送作戦での戦訓がもたらされ、建造中に仕様変更が行われた。純粋な輸送潜水艦として建造するために、人員搭載をやめ、物資搭載量は艦内125トン、艦外20トンと変更された。更に警戒が厳重な沿岸地域への輸送を行うため、艦橋下部にV字型の傾斜をつけて敵からのレーダー探知を防ぐ形となった。加えて水中航続力増加の要求から電池の増設が行われ、水中行動能力が3ノットで40時間と日本の潜水艦の中でも最長クラスとなった。しかし輸送スペースを電池の増設スペースへと転用したため、艦内搭載量は65トンとなった。
だが搭載量の大幅な減少が問題となったためか、本型の最終艦である伊372では新造時から魚雷発射管を撤去して輸送スペースを広げ、艦内搭載量を90トンとする改正が行われた。後に伊361を除く本型の全艦が、建造中又は竣工後に魚雷発射管を撤去する工事を受けた。

### 兵装
伊371以前の艦については自衛用として魚雷発射管2門を艦首に装備し、魚雷を2本搭載した。しかし前述のように、輸送スペースを増大するため伊372では当初から魚雷発射管と魚雷を撤去し、伊361以外の艦もそれに倣った。備砲として14cm単装砲を前甲板に搭載し、対空用として25mm単装機銃を後甲板に搭載した。この機銃は後甲板に特型運貨船を搭載できるようにするため、移動式であった。伊362潜水艦長 南部伸清（のち伊号第四百一潜水艦長）の手記によれば、当初は魚雷発射管の前扉がむきだしの状態で、駆逐艦の全力航走に近い波を立てた。そこで南部が上申し、艦首波を少なくする整流覆いの装着が承認された。それでも艦橋と潜望鏡の振動が激しく、双眼鏡が震えて見張りが非常に難しかったという。
電測機器としては、全艦が竣工時に水上警戒用電探である22号電探と、逆探を搭載していた。また1945年（昭和20年）以降は、対空警戒用電探である13号電探に加え、新型逆探や水中充電装置を搭載した。本型で最初に水中充電装置を搭載したのは、竣工時から搭載していた伊372であった。

### 竣工後の改装
1945年に入ると大型潜水艦の不足のため、本型の一部が回天搭載艦に指定された。甲板上の兵装を撤去し、回天を前甲板に2基、後甲板に3基、合計5基を搭載するよう改装された。この際、撤去されていた魚雷発射管を再装備している。この改装は1945年1月に伊368と伊370に実施され、同年3月以降は伊361、伊363、伊366、伊367が順次改装され、回天特別攻撃隊に参加した。
1945年6月以降には、航空揮発油を輸送する任務に充てるため、当時残っていた艦に搭載施設が設けられたとされている。

## 艦歴
本型は改⑤計画で基本計画番号S51として11隻計画され全艦竣工。更に1944年の戦時計画では7隻計画され第1艦は計画S51Bとし、伊372として竣工。残り6隻はS51Cと計画を改め、こちらは丁型改と呼ばれ伊373だけが竣工した。終戦時には伊363、伊366、伊367、伊369の4艦が残存している。

## ギャラリー

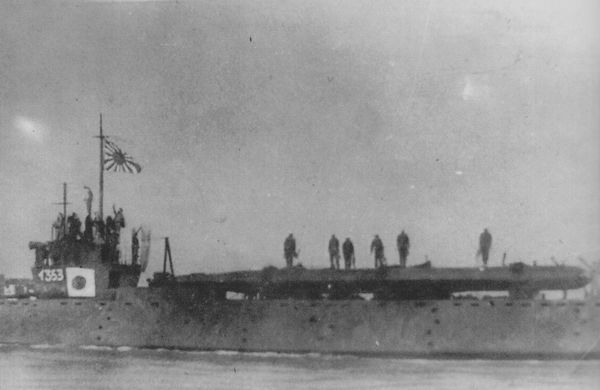
I-363、1945年5月または8月
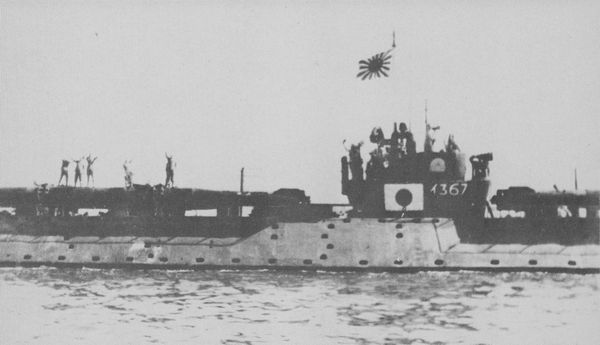
I-367、1945年7月19日
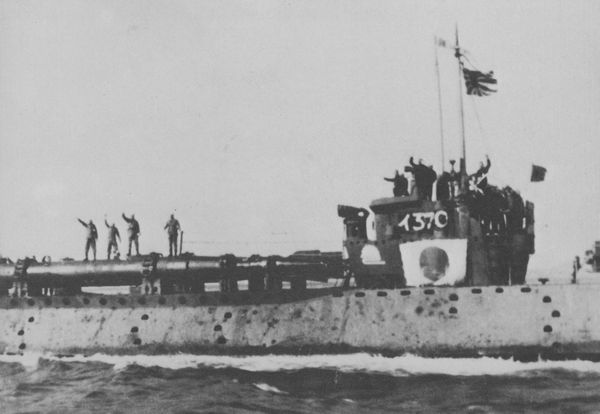
I-370、1945年2月21日

## 同型艦
- 伊号第三百六十一潜水艦
- 伊号第三百六十二潜水艦
- 伊号第三百六十三潜水艦
- 伊号第三百六十四潜水艦
- 伊号第三百六十五潜水艦
- 伊号第三百六十六潜水艦
- 伊号第三百六十七潜水艦
- 伊号第三百六十八潜水艦
- 伊号第三百六十九潜水艦
- 伊号第三百七十潜水艦
- 伊号第三百七十一潜水艦
- 伊号第三百七十二潜水艦

## 潜水隊の変遷

### 第十六潜水隊
第六艦隊第7潜水戦隊に所属していた伊369・伊372と、潜輸小型の波101・波102・波104で編成。海中3型で編成された先代の第16潜水隊が、所属艦の除籍により昭和11年4月1日に解隊されて以来、2代目となる。主に中部太平洋での輸送・哨戒任務に従事した。昭和20年9月2日に解隊された。
1945年(昭和20年)3月20日：伊369、伊372、波101、波102、波104で編成。（兼）第16潜水隊司令今和泉喜次郎大佐。第六艦隊。
1945年(昭和20年)4月15日：第11潜水戦隊より波103を編入。
1945年(昭和20年)5月17日：第11潜水戦隊より波105を編入。
1945年(昭和20年)7月1日：波103、波105は第34潜水隊に転出。
1945年(昭和20年)7月18日：横須賀で伊372戦没。9月15日除籍。
1945年(昭和20年)9月2日：解隊。所属艦は9月15日除籍。